# Shinile (zon)
Shinile är en zon i Etiopien.   Den ligger i regionen Somali, i den centrala delen av landet, 400 km öster om huvudstaden Addis Abeba. Antalet invånare är 452 112.